# 青森県総合学校教育センター
青森県総合学校教育センター（あおもりけんそうごうがっこうきょういくセンター、英称：Aomori Prefectural School Education Center）は、青森県が設置する教育に関する研究及び教育関係職員の研修を行う機関である。

## 概要
青森県総合学校教育センターは青森県における学校教育の充実振興を図るため1998年前身の青森県教育センター及び青森県情報処理教育センターを統合して設置される。

## 所在地
- 青森県総合学校教育センター - 青森県青森市大字大矢沢字野田80-2

## 事業
事業内容は下記の通りである。
1. 学校教育に関する教育関係職員の研修に関すること
2. 学校教育に関する専門的、技術的事項の研究に関すること
3. 教育相談に関すること
4. 学校教育に関する資料及び情報の収集及び提供に関すること
5. その他学校教育の充実振興上必要な業務を行うこと

## 沿革
- 1950年（昭和25年）7月 青森県教育研究所を設置
- 1953年（昭和28年）4月 青森県教育研究所から青森県教育調査研究所と改称
- 1957年（昭和32年）4月 青森県教育調査研究所から青森県教育庁教育研究所と改称
- 1962年（昭和37年）4月 青森県教育庁教育研究所から青森県教育研究所と改称
- 1964年（昭和39年）4月 青森県理科教育センターの設置
- 1970年（昭和45年）4月 青森県教育研究所及び青森県理科教育センターの統合により青森県教育センターを設置
- 1975年（昭和50年）4月 青森県情報処理教育センターの設置
- 1998年（平成10年）4月 青森県教育センター及び青森県情報処理教育センターを統合して、青森県総合学校教育センターを設置。

## 組織
- 総務課
- 義務教育課
- 高校教育課
- 特別支援教育課
- 産業教育課
- 教育相談課